# Питос
Питос (од грч. πίθος, или долиа) је једна од најстаријих посуда која је служила за смештање течне или суве хране, посебно житарица. Били су изузетно великих димензија. Прављени су од керамике и најчешће украшени рељефним или печаћеним орнаментом.
Јављају се од праисторијског периода.
Посебно су карактеристични за културе на територији Средоземља, и доба Антике.
У доба Римског царства провлађивали су питоси од црвено печене земље са смоластим премазом код отвора, грубе фактуре и скромно орнаментисани.

## Галерија
- Питоси у Кнососу.
- Питос у Народном музеју у Лесковцу.